# Japanagromyza tingomariensis
Japanagromyza tingomariensis är en tvåvingeart som beskrevs av Mitsuhiro Sasakawa 1992. Japanagromyza tingomariensis ingår i släktet Japanagromyza och familjen minerarflugor.
Artens utbredningsområde är Peru. Inga underarter finns listade i Catalogue of Life.